# Atletiek op de Paralympische Zomerspelen 2024 - Kogelstoten vrouwen F12
Het Kogelstoten voor vrouwen klasse F12 op de Paralympische Zomerspelen 2024 vond plaats op 31 augustus in het Stade de France. Deze klasse is voor slechtziende atleten zullen over het algemeen enig restzicht hebben, het vermogen om de vorm van een hand op een afstand van 2 meter te herkennen en het vermogen om helder waar te nemen zal niet meer dan 2/60 zijn. Dit is een gecombineerde klasse met T11. De winnares van 2020 was Safiya Burkhanova uit Oezbekistan. Zij werd in 2024 opgevolgd door de Italiaanse Assunta Legnante, het zilver was voor Safiya Burkhanova en de Chinese Yuping Zhao won de bronzen medaille.

## Records
Voorafgaand aan het toernooi waren dit de wereldrecords en Paralympische records.
| Wereldrecord        | F11 | Italië Assunta Legnante       | 17.32 | Padua          | 6 juli 2014       |
| Paralympisch record | F11 | Italië Assunta Legnante       | 16.74 | Londen         | 5 september 2012  |
|                     |     |                               |       |                |                   |
| Wereldrecord        | F12 | Oezbekistan Safiya Burkhanova | 15.05 | Rio de Janeiro | 14 september 2016 |
| Paralympisch record | F12 | Oezbekistan Safiya Burkhanova | 15.05 | Rio de Janeiro | 14 september 2016 |

## Uitslag
| Rang   | Kl. | Atleet            | Atleet | #1    | #2    | #3    | #4    | #5    | #6    | Resultaat | Bijz.    |
| ------ | --- | ----------------- | ------ | ----- | ----- | ----- | ----- | ----- | ----- | --------- | -------- |
| Goud   | F11 | Assunta Legnante  | ITA    | 13.77 | 14.48 | 14.21 | 14.54 | 13.79 | 14.36 | 14.54     |          |
| Zilver | F12 | Safiya Burkhanova | UZB    | 13.41 | x     | 13.76 | 14.05 | 14.12 | 13.93 | 14.12     | SB R7.21 |
| Brons  | F12 | Yuping Zhao       | CHN    | x     | 11.82 | 12.20 | 12.21 | x     | 11.64 | 12.21     |          |
| 4      | F11 | Enhui Xue         | CHN    | 10.36 | 9.73  | 10.53 | 10.08 | 10.41 | 10.40 | 10.53     |          |
| 5      | F11 | Liangmin Zhang    | CHN    | 10.13 | 10.51 | 10.46 | 10.39 | 9.97  | 10.23 | 10.51     | SB Y.C.  |
| 6      | F11 | Izabela Campos    | BRA    | 9.70  | 9.91  | 9.49  | 9.74  | x     | 9.28  | 9.91      |          |